# Sabine Völker
Sabine Völker (* 11. Mai 1973 in Erfurt) ist eine ehemalige deutsche Eisschnellläuferin.
Völker begann 1979 mit dem Eisschnelllauf und wechselte 1986 in die Kinder- und Jugendsportschule in Erfurt. Nach dem Abitur 1992 begann sie ein Studium der Betriebswirtschaftslehre an der FH Erfurt, das sie 1999 mit dem Diplom abschloss.
Nach drei Vizeweltmeistertiteln (1997 über 500 Meter, 1998 im Sprint-Mehrkampf und 2001 über 1000 Meter) lief sie in der Saison 2001/02 Weltrekord über 1000 Meter und gewann den Gesamtweltcup über diese Strecke. Bei den Olympischen Spielen 2002 gewann sie drei olympische Medaillen: Silber über 1000 und 1500 Meter sowie Bronze über 500 Meter. 2005 wurde sie gemeinsam mit Daniela Anschütz und Anni Friesinger Weltmeisterin in der Mannschaftsverfolgung.
Am 16. Februar 2006 gewannen Daniela Anschütz-Thoms, Anni Friesinger, Claudia Pechstein, Lucille Opitz und Sabine Völker in der Team-Verfolgung der XX. Olympischen Winterspiele 2006 das einzige Eisschnelllauf-Gold für Deutschland in Turin. Zwar wurde Völker im Finale gegen Kanada nicht eingesetzt, trug jedoch in den Vorläufen viel zum Sieg der deutschen Mannschaft bei.
Für den Gewinn der Goldmedaille 2006 in Turin erhielt sie am 26. April 2006 das Silberne Lorbeerblatt.
Am 2. Juni 2006 gab sie ihr Karriereende bekannt.